# Jenny Rissveds
Jenny Rissveds, née le 6 juin 1994 à Falun, est une coureuse cycliste suédoise spécialiste de VTT cross-country. Son plus grand résultat est le titre de championne olympique aux Jeux de Rio 2016, elle obtient aussi la médaille de bronze aux Jeux olympiques de Paris 2024.

## Biographie
Elle termine première du classement général de la Coupe du monde 2015 chez les moins de 23 ans en remportant la totalité des 6 manches. En 2016, elle devient championne du monde chez les moins de 23 ans devant Sina Frei et Alessandra Keller. Puis elle devient championne olympique aux Jeux de Rio 2016 devant Maja Włoszczowska et Catharine Pendrel. Après le titre olympique, durant deux années, elle souffre d'une grave dépression  à la suite d'un deuil familial et de troubles alimentaires dus à la pression de la compétition,. Elle n'obtient plus de résultats majeurs et en février 2018, elle annule son contrat avec l'équipe Scott Sram et annonce son retrait de la compétition. 
Elle effectue son retour à la compétition en 2019 et retrouve un niveau performant en août où elle termine 3e de la manche de Coupe du monde de Val di Sole et remporte la manche de Lenzerheide une semaine plus tard.
En 2021, elle termine troisième du classement général de la Coupe du monde remporté par Loana Lecomte. Lors des manches, elle termine deux fois à la deuxième place et une fois à la troisième et remporte une manche de short-track.
Elle obtient la médaille de bronze aux Jeux olympiques de Paris 2024 derrière Pauline Ferrand-Prévot et Haley Batten.
En 2025, elle est championne d'Europe de cross-country, et de cross-country short-track.

## Palmarès sur route

### Par années
- 2022
  - Championne de Suède de cyclisme sur route [11]
  - 2e étape de Gracia Orlová
  - 2e de Gracia Orlová
- 2023
  -  Championne de Suède du contre-la-montre
  - Gracia Orlová : 
    - Classement général
    - 3e étape

### Résultats sur les grands tours

#### Tour de France
- 2023 : non partante (5e étape)

### Classements mondiaux
| Année                                 | 2022 | 2023 |
| ------------------------------------- | ---- | ---- |
| Classement UCI                        | 204e | 166e |
|                                       |      |      |
| Légende : nc = non classéSource : UCI |      |      |

## Palmarès en VTT

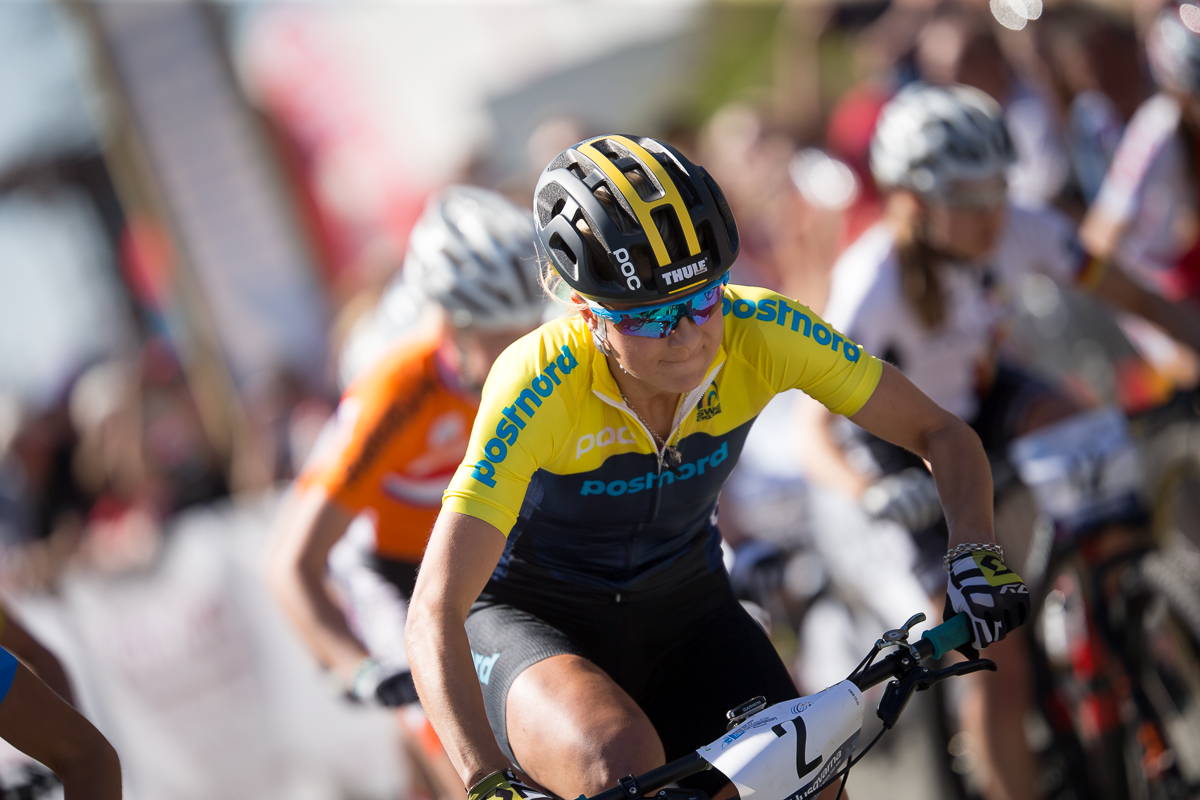
Jenny Rissveds en 2016.

### Jeux olympiques
- Rio 2016
  -  Médaillée d'or en VTT cross-country
- Tokyo 2020
  - 14e du cross-country
- Paris 2024
  -  Médaillée de bronze en VTT cross-country

### Championnats du monde
- Vallnord 2015
  -  Médaillée de bronze du cross-country espoirs
- Nové Město 2016
  -  Championne du monde de cross-country espoirs
- Val di Sole 2021
  - 8e du cross-country short track
- Pal Arinsal 2024
  -  Médaillée de bronze du cross-country short track

### Coupe du monde
- Coupe du monde de cross-country espoirs
  - 2013 : 5e du classement général
  - 2014 : 3e du classement général, vainqueur d'une manche
  - 2015 : 1re du classement général, vainqueur de 6 manches

- Coupe du monde de cross-country élites
  - 2016 : 4e du classement général, vainqueur d'une manche
  - 2017 : 59e du classement général
  - 2019 : 8e du classement général, vainqueur d'une manche et d'une course short track
  - 2021 : 3e du classement général, vainqueur d'une course short track
  - 2022 : 7e du classement général
  - 2023 : 7e du classement général
  - 2024 : 6e du classement général, vainqueur d'une manche

- Coupe du monde de cross-country short track
  - 2022 : 5e du classement général
  - 2023 : 5e du classement général
  - 2024 : 13e du classement général

- Coupe du monde de cross-country eliminator
  - 2022 : 13e du classement général

### Championnats d'Europe
- 2012
  -  Championne d'Europe de cross-country juniors
- 2013
  -  Championne d'Europe de cross-country eliminator
  -  Médaillée d'argent du cross-country espoirs
- 2016
  -  Médaillée d'argent du cross-country espoirs
- 2025
  -  Championne d'Europe de cross-country
  -  Championne d'Europe de cross-country short-track

### Championnats de Suède
- Championne de Suède de cross-country (10) : 2013, 2014, 2015, 2016, 2017, 2018, 2019, 2020, 2021, 2022 et 2024